# Poslové
Poslové (v anglickém originále The Messengers) je americký dramatický televizní seriál, jehož autorem je Eoghan O'Donnell. Premiérově byl vysílán v roce 2015 na stanici The CW. Celkově bylo natočeno 13 dílů, během první řady byl kvůli nízké sledovanosti zrušen.

## Příběh
Do Země narazí tajemný předmět, který vyšle záhady energetický puls, po kterém zemře na různých místech pět osob. Všechny se zanedlouho proberou a zjišťují, že jako „Poslové“ mohou jako jediní zabránit apokalypse.

## Obsazení

### Hlavní role
- Shantel VanSanten jako Vera Buckleyová
- Diogo Morgado jako Muž (v originále The Man)
- J. D. Pardo jako Raul Garcia
- Joel Courtney jako Peter Moore
- Jon Fletcher jako Joshua Silburn Jr.
- Sofia Black-D'Elia jako Erin Calderová
- Anna Diop jako Rose Arvaleová
- Craig Frank jako Alan Harris

### Vedlejší role
- Madison Dellamea jako Amy Calderová
- Brittany O'Grady jako Nadia Garciová
- Lauren Bowles jako senátorka Cindy Richardsová
- Jessika Van jako Koa Linová
- Sam Littlefield jako Leland Schiller
- Jennifer Griffin jako Eliza Shepardová
- Victor Slezak jako Joshua Silburn Sr.
- Riley Smith jako Mark Plowman

## Vysílání
| Řada | Díly | Premiéra v USA | Premiéra v USA    | Premiéra v ČR | Premiéra v ČR    |
| Řada | Díly | První díl      | Poslední díl      | První díl     | Poslední díl     |
| ---- | ---- | -------------- | ----------------- | ------------- | ---------------- |
| 1    | 13   | 17. dubna 2015 | 24. července 2015 | 16. září 2015 | 9. prosince 2015 |

Seriál Poslové měl původně stanovenou premiéru na 10. dubna 2015, poté byla přesunuta na 17. dubna 2015. Po odvysílání tří dílů byl 7. května kvůli nízké sledovanosti zrušen. Všechny objednané a natočené epizody ale byly odvysílány, poslední z nich, třináctá, 24. července 2015.

## Ohlasy
Server Rotten Tomatoes udělil seriálu 5,6 bodu z 10, a to na základě 18 recenzí, z nichž osm (tj. 44 %) bylo spokojených. Server Metacritic udělil seriálu 56 bodů ze 100 na základě 15 recenzí.